# Copa del Rey de waterpolo 2018
La Copa del Rey de waterpolo 2018 es la 32.ª edición del campeonato, el cual se disputa entre el 2 de febrero y 4 de febrero de 2018. Tanto las eliminatorias (cuartos de final y semifinales) como la final se disputan en la Piscina Municipal Acidalio Lorenzo en Santa Cruz de Tenerife (Islas Canarias).

## Sistema de competición
Los participantes de la Copa del Rey son ocho, en principio serán los ocho primeros equipos clasificados de la fase regular de la División de Honor 2017-18. Pero, si el club organizador no se encuentra entre los ocho primeros, serían los siete primeros equipos clasificados más el club quien lo organiza. En esta edición se ha dado ese caso, pues el C.N. Echeyde Tenerife (club organizador) no se encontraba entre los primeros. La competición se disputa por eliminatorias directas y a partido único.

## Equipos participantes
En esta edición participan los 8 primeros clasificados de la División de Honor 2017-18, estos son los clasificados:
- C.N. Atlètic Barceloneta
- C.N. Barcelona
- C.N. Echeyde Tenerife
- C.N. Mataró Quadis
- C.E. Mediterrani
- C.N. Sabadell
- C.N. Sant Andreu
- C.N. Terrasa

## Eliminatorias

### Cuadro final
|  | Cuartos de final         | Cuartos de final |                          |                          | Semifinales  | Semifinales  |  |              | Final        | Final        |  |
|  | 2 de febrero             | 2 de febrero     |                          |                          | 3 de febrero | 3 de febrero |  |              | 4 de febrero | 4 de febrero |  |
|  |                          |                  |                          |                          |              |              |  |              |              |              |  |
|  |                          |                  |                          |                          |              |              |  |              |              |              |  |
|  | C.N. Terrasa             | 18               |                          |                          |              |              |  |              |              |              |  |
|  | C.N. Terrasa             | 18               |                          |                          |              |              |  |              |              |              |  |
|  | C.N. Barcelona           | 17               |                          |                          |              |              |  |              |              |              |  |
|  | C.N. Barcelona           | 17               |                          | C.N. Terrasa             | 10           |              |  |              |              |              |  |
|  |                          |                  |                          | C.N. Terrasa             | 10           |              |  |              |              |              |  |
|  |                          |                  | C.E. Mediterrani         | 7                        |              |              |  |              |              |              |  |
|  | C.N. Sabadell            | 15               | C.E. Mediterrani         | 7                        |              |              |  |              |              |              |  |
|  | C.N. Sabadell            | 15               |                          |                          |              |              |  |              |              |              |  |
|  | C.E. Mediterrani         | 16               |                          |                          |              |              |  |              |              |              |  |
|  | C.E. Mediterrani         | 16               |                          |                          |              |              |  | C.N. Terrasa | 8            |              |  |
|  |                          |                  |                          |                          |              |              |  | C.N. Terrasa | 8            |              |  |
|  |                          |                  | C.N. Atlètic Barceloneta | 13                       |              |              |  |              |              |              |  |
|  | C.N. Atlètic Barceloneta | 14               | C.N. Atlètic Barceloneta | 13                       |              |              |  |              |              |              |  |
|  | C.N. Atlètic Barceloneta | 14               |                          |                          |              |              |  |              |              |              |  |
|  | C.N. Mataró Quadis       | 11               |                          |                          |              |              |  |              |              |              |  |
|  | C.N. Mataró Quadis       | 11               |                          | C.N. Atlètic Barceloneta | 14           |              |  |              |              |              |  |
|  |                          |                  |                          | C.N. Atlètic Barceloneta | 14           |              |  |              |              |              |  |
|  |                          |                  | C.N. Sant Andreu         | 5                        |              |              |  |              |              |              |  |
|  | C.N. Sant Andreu         | 13               | C.N. Sant Andreu         | 5                        |              |              |  |              |              |              |  |
|  | C.N. Sant Andreu         | 13               |                          |                          |              |              |  |              |              |              |  |
|  | C.N. Echeyde Tenerife    | 8                |                          |                          |              |              |  |              |              |              |  |
|  | C.N. Echeyde Tenerife    | 8                |                          |                          |              |              |  |              |              |              |  |
|  |                          |                  |                          |                          |              |              |  |              |              |              |  |

| Copa del Rey de waterpolo 2018        |
| ------------------------------------- |
|                                       |
| C.N. Atlètic Barceloneta 14.nd Título |